# یوبا (صربستان)
یوبا (به صربی: Ljuba) یک منطقهٔ مسکونی در صربستان است که در Šid Municipality واقع شده‌است. یوبا ۵۵۸ نفر جمعیت دارد.